# Georges Tahanto
 (mars 2024).
George Tahanto (également connu sous le nom de Sagamore George) est un chef de la tribu des Nashaway au sein de la confédération Pennacook dans ce qui est maintenant le Massachusetts et le New Hampshire.

## Biographie
Tahanto est le neveu du Sachem Sholan. Il est baptisé chrétien et finit par succéder à son oncle en tant que chef des Nashaway. En 1668, Tahanto s'oppose à l'ivrognerie parmi les Pennacook et contribue à l'exécution d'un membre de la tribu ayant commis un meurtre sous l'influence de l'alcool. En 1700, le parent de Tahanto, Wattanummon, rassure le gouverneur du Massachusetts en affirmant que Tahanto n'a pas l'intention de se joindre à une éventuelle alliance franco-iroquoise. En 1701 et 1702, Tahanto concède de vastes étendues de terre aux colons, incluant les terres ancestrales des Nashaway autour des étangs de Waushacum à Sterling, ainsi que des terres dans ce qui est maintenant connu sous le nom de Boylston, Harvard, Leominster et Lancaster.
En avril 1703, Tahanto aurait quitté ses terres natales pour le Canada, mais en juin, il participe avec Wattanummon à la conférence de paix du gouverneur Joseph Dudley à Casco Bay. En 1704, Tahanto retourne brièvement dans le Massachusetts avec Wattanummon pour participer au Raid de Deerfield, où il retient en otage le jeune Stephen Williams, âgé de 10 ans, à Cowass, dans ce qui est maintenant le Vermont. Le lycée Tahanto à Boylston, dans le Massachusetts, la partie Tahanto de Harvard, dans le Massachusetts, et Tahanto Point à Boylston sur le réservoir de Wachusetts sont nommés d'après Tahanto.